# Hoplia salaama
Hoplia salaama är en skalbaggsart som beskrevs av Brenske 1898. Hoplia salaama ingår i släktet Hoplia och familjen Melolonthidae. Inga underarter finns listade i Catalogue of Life.